# Campeonato de Francia de Rugby 15 1958-59
El Campeonato de Francia de Rugby 15 1958-59 fue la 60.ª edición del Campeonato francés de rugby.
El campeón del torneo fue el equipo de Racing Paris quienes obtuvieron su cuarto campeonato.

## Desarrollo

### Segunda Fase
| - Lourdes - Brive - Auch - Vienne - Toulouse Olympique EC - Chalon - Lavelanet - Montauban - Toulouse - Mazamet - La Voulte - Castres - Agen - Saint-Claude - Stade Niortais - Narbonne | - Stadoceste - Pau - Mont-de-Marsan - Aurillac - Bayonne - Saint-Girons - Boucau - Romans - Angoulême - Dax - Racing - Tulle - Touloun - Bègles - US Bressane - Paris Université Club |

| - Perpignan - Cognac - Périgueux - Graulhet - Chambéry - Saint-Sever - Biarritz - Soustons - Montferrand - Grenoble - Béziers - Cahors - Vichy - Tyrosse - Carmaux - La Rochelle |

### Dieciseisavos de final
| 1959 | Lourdes | 12 - 6 | Graulhet |  |  |

| 1959 | Béziers | 13 - 9 | Brive |  |  |

| 1959 | Pau | 30 - 3 | Toulouse Olympique EC |  |  |

| 1959 | Dax | 9 - 0 | Vichy |  |  |

| 1959 | Racing | 8 - 0 | Montferrand |  |  |

| 1959 | Vienne | 3 - 3 | Auch |  |  |

| 1959 | Grenoble | 12 - 6 | Tulle |  |  |

| 1959 | Toulon | 14 - 6 | Toulouse |  |  |

| 1959 | La Voulte | 6 - 0 | Cognac |  |  |

| 1959 | Perpignan | 8 - 3 | Stadoceste |  |  |

| 1959 | Mazamet | 23 - 3 | Montauban |  |  |

| 1959 | Bayonne | 13 - 3 | Chambéry |  |  |

| 1959 | Mont-de-Marsan | 5 - 0 | Agen |  |  |

| 1959 | Castres | 15 - 0 | Angoulême |  |  |

| 1959 | Périgueux | 19 - 0 | Aurillac |  |  |

| 1959 | Biarritz | 6 - 3 | Cahors |  |  |

### Octavos de final
| 1959 | Lourdes | 6 - 5 | Béziers |  |  |

| 1959 | Pau | 12 - 8 | Dax |  |  |

| 1959 | Racing | 6 - 0 | Vienne |  |  |

| 1959 | Grenoble | 5 - 3 | Toulon |  |  |

| 1959 | La Voulte | 3 - 0 | Perpignan |  |  |

| 1959 | Nazamet | 6 - 3 | Bayonne |  |  |

| 1959 | Mont-de-Marsan | 6 - 0 | Castres |  |  |

| 1959 | Périgueux | 16 - 3 | Biarritz |  |  |

### Cuartos de final
| 1959 | Lourdes | 9 - 8 | Pau |  |  |

| 1959 | Racing | 14 - 5 | Grenoble |  |  |

| 1959 | La Voulte | 3 - 0 | Mazamet |  |  |

| 1959 | Mont-de-Marsan | 20 - 3 | Périgueux |  |  |

### Semifinal
| 1959 | Mont-de-Marsan | 16 - 9 | La Voulte |  |  |

| 1959 | Racing | 19 - 3 | Lourdes |  |  |

### Final
| 24 de mayo de 1959 | Racing Paris | 8 - 3   | Mont-de-Marsan | Parc municipal des sport, Bordeaux |  |
|                    |              | Reporte |                |                                    |  |

| Bandera de Francia   |
| Campeón Racing Paris |
| Cuarto título        |